# Lista de ministros da Saúde do Brasil
Esta é uma lista de ministros da Saúde do Brasil.

## Período Populista(4.ª República)
| Nº | Foto                   | Nome                      | Início                 | Fim                    | Presidente             |
| -- | ---------------------- | ------------------------- | ---------------------- | ---------------------- | ---------------------- |
| 1  |                        | Antônio Balbino           | 6 de agosto de 1953    | 22 de dezembro de 1953 | Getúlio Vargas         |
| 2  |                        | Miguel Couto Filho        | 23 de dezembro de 1953 | 2 de junho de 1954     | Getúlio Vargas         |
| 3  |                        | Mário Pinotti             | 3 de junho de 1954     | 24 de agosto de 1954   | Getúlio Vargas         |
| 3  | 24 de agosto de 1954   | Mário Pinotti             | 4 de setembro de 1954  | Café Filho             |                        |
| 4  |                        | Aramis Taborda de Athayde | 5 de setembro de 1954  | Café Filho             | 9 de novembro de 1955  |
| 4  | 9 de novembro de 1955  | Aramis Taborda de Athayde | 11 de novembro de 1955 | Carlos Luz             |                        |
| 4  | 11 de novembro de 1955 | Aramis Taborda de Athayde | 20 de novembro de 1955 | Nereu Ramos            |                        |
| 5  |                        | Maurício de Medeiros      | 20 de novembro de 1955 | Nereu Ramos            | 31 de janeiro de 1956  |
| 5  | 31 de janeiro de 1956  | Maurício de Medeiros      | 2 de julho de 1958     | Juscelino Kubitschek   |                        |
| 6  |                        | Mário Pinotti             | 3 de julho de 1958     | Juscelino Kubitschek   | 31 de julho de 1960    |
| 7  |                        | Pedro Paulo Penido        | 1 de agosto de 1960    | Juscelino Kubitschek   | 31 de dezembro de 1960 |
| 8  |                        | Armando Falcão            | 1 de janeiro de 1961   | Juscelino Kubitschek   | 2 de fevereiro de 1961 |
| 9  |                        | Edward Cattete Pinheiro   | 3 de fevereiro de 1961 | 22 de agosto de 1961   | Jânio Quadros          |
| 10 |                        | Estácio Souto Maior       | 25 de agosto de 1961   | 7 de setembro de 1961  | Ranieri Mazzilli       |
| 10 | 7 de setembro de 1961  | Estácio Souto Maior       | 19 de junho de 1962    | João Goulart           |                        |
| 11 |                        | Manuel Cordeiro Vilaça    | 20 de junho de 1962    | João Goulart           | 30 de agosto de 1962   |
| 12 |                        | Eliseu Paglioli           | 18 de setembro de 1962 | João Goulart           | 18 de março de 1963    |
| 13 |                        | Paulo Pinheiro Chagas     | 19 de março de 1963    | João Goulart           | 16 de junho de 1963    |
| 14 |                        | Wilson Fadul              | 17 de junho de 1963    | João Goulart           | 4 de abril de 1964     |

## Ditadura militar(5.ª República)
| Nº | Foto                 | Nome                                  | Início                | Fim                   | Presidente               |
| -- | -------------------- | ------------------------------------- | --------------------- | --------------------- | ------------------------ |
| 15 |                      | Vasco Leitão da Cunha                 | 4 de abril de 1964    | 15 de abril de 1964   | Ranieri Mazzilli         |
| 16 |                      | Raimundo de Moura Britto              | 15 de abril de 1964   | 15 de março de 1967   | Castelo Branco           |
| 17 |                      | Leonel Tavares Miranda de Albuquerque | 15 de março de 1967   | 31 de agosto de 1969  | Costa e Silva            |
| 17 | 31 de agosto de 1969 | Leonel Tavares Miranda de Albuquerque | 29 de outubro de 1969 | Junta militar de 1969 |                          |
| 18 |                      | Francisco de Paula da Rocha Lagoa     | 30 de outubro de 1969 | 18 de junho de 1972   | Emílio Garrastazu Médici |
| 19 |                      | Mário Machado de Lemos                | 19 de junho de 1972   | 14 de março de 1974   | Emílio Garrastazu Médici |
| 20 |                      | Paulo de Almeida Machado              | 15 de março de 1974   | 14 de março de 1979   | Ernesto Geisel           |
| 21 |                      | Mário Augusto Jorge de Castro Lima    | 15 de março de 1979   | 29 de outubro de 1979 | João Figueiredo          |
| 22 |                      | Waldyr Arcoverde                      | 30 de outubro de 1979 | 14 de março de 1985   | João Figueiredo          |

## Nova República(6.ª República)
| Nº | Foto                   | Nome                               | Início                  | Fim                     | Presidente                |
| -- | ---------------------- | ---------------------------------- | ----------------------- | ----------------------- | ------------------------- |
| 23 |                        | Carlos Corrêa de Menezes Sant'anna | 15 de março de 1985     | 13 de fevereiro de 1986 | José Sarney               |
| 24 |                        | Roberto Santos                     | 14 de fevereiro de 1986 | 23 de novembro de 1987  | José Sarney               |
| 25 |                        | Luiz Carlos Borges da Silveira     | 23 de novembro de 1987  | 15 de janeiro de 1989   | José Sarney               |
| 26 |                        | Seigo Tsuzuki                      | 16 de janeiro de 1989   | 14 de março de 1990     | José Sarney               |
| 27 |                        | Alceni Guerra                      | 15 de março de 1990     | 24 de janeiro de 1992   | Fernando Collor           |
| 28 |                        | José Goldemberg                    | 24 de janeiro de 1992   | 12 de fevereiro de 1992 | Fernando Collor           |
| 29 |                        | Adib Jatene                        | 12 de fevereiro de 1992 | 2 de outubro de 1992    | Fernando Collor           |
| 30 |                        | Jamil Haddad                       | 8 de outubro de 1992    | 29 de dezembro de 1992  | Fernando Collor           |
| 30 | 29 de dezembro de 1992 | Jamil Haddad                       | 18 de agosto de 1993    | Itamar Franco           |                           |
| 31 |                        | Saulo Moreira                      | 19 de agosto de 1993    | Itamar Franco           | 30 de agosto de 1993      |
| 32 |                        | Henrique Santillo                  | 30 de agosto de 1993    | Itamar Franco           | 1 de janeiro de 1995      |
| 33 |                        | Adib Jatene                        | 1 de janeiro de 1995    | 6 de novembro de 1996   | Fernando Henrique Cardoso |
| 34 |                        | José Carlos Seixas                 | 6 de novembro de 1996   | 13 de dezembro de 1996  | Fernando Henrique Cardoso |
| 35 |                        | Carlos Albuquerque                 | 13 de dezembro de 1996  | 31 de março de 1998     | Fernando Henrique Cardoso |
| 36 |                        | José Serra                         | 31 de março de 1998     | 20 de fevereiro de 2002 | Fernando Henrique Cardoso |
| 37 |                        | Barjas Negri                       | 21 de fevereiro de 2002 | 1 de janeiro de 2003    | Fernando Henrique Cardoso |
| 38 |                        | Humberto Costa                     | 1 de janeiro de 2003    | 8 de julho de 2005      | Luiz Inácio Lula da Silva |
| 39 |                        | José Saraiva Felipe                | 8 de julho de 2005      | 31 de março de 2006     | Luiz Inácio Lula da Silva |
| 40 |                        | Agenor Álvares                     | 31 de março de 2006     | 16 de março de 2007     | Luiz Inácio Lula da Silva |
| 41 |                        | José Gomes Temporão                | 16 de março de 2007     | 31 de dezembro de 2010  | Luiz Inácio Lula da Silva |
| 42 |                        | Alexandre Padilha                  | 1 de janeiro de 2011    | 2 de fevereiro de 2014  | Dilma Rousseff            |
| 43 |                        | Arthur Chioro                      | 3 de fevereiro de 2014  | 2 de outubro de 2015    | Dilma Rousseff            |
| 44 |                        | Marcelo Castro                     | 2 de outubro de 2015    | 27 de abril de 2016     | Dilma Rousseff            |
| —  | vago                   | vago                               | 27 de abril de 2016     | 12 de maio de 2016      | Dilma Rousseff            |
| 45 |                        | Ricardo Barros                     | 12 de maio de 2016      | 1 de abril de 2018      | Michel Temer              |
| 46 |                        | Gilberto Occhi                     | 2 de abril de 2018      | 31 de dezembro de 2018  | Michel Temer              |
| 47 |                        | Luiz Henrique Mandetta             | 1 de janeiro de 2019    | 16 de abril de 2020     | Jair Bolsonaro            |
| 48 |                        | Nelson Teich                       | 17 de abril de 2020     | 15 de maio de 2020      | Jair Bolsonaro            |
| —  | vago                   | vago                               | 15 de maio de 2020      | 2 de junho de 2020      | Jair Bolsonaro            |
| 49 |                        | Eduardo Pazuello                   | 2 de junho de 2020      | 23 de março de 2021     | Jair Bolsonaro            |
| 50 |                        | Marcelo Queiroga                   | 23 de março de 2021     | 31 de dezembro de 2022  | Jair Bolsonaro            |
| 51 |                        | Nísia Trindade Lima                | 1 de janeiro de 2023    | 10 de março de 2025     | Luiz Inácio Lula da Silva |
| 52 |                        | Alexandre Padilha                  | 10 de março de 2025     | —                       | Luiz Inácio Lula da Silva |